# Pollokshields Burgh Hall

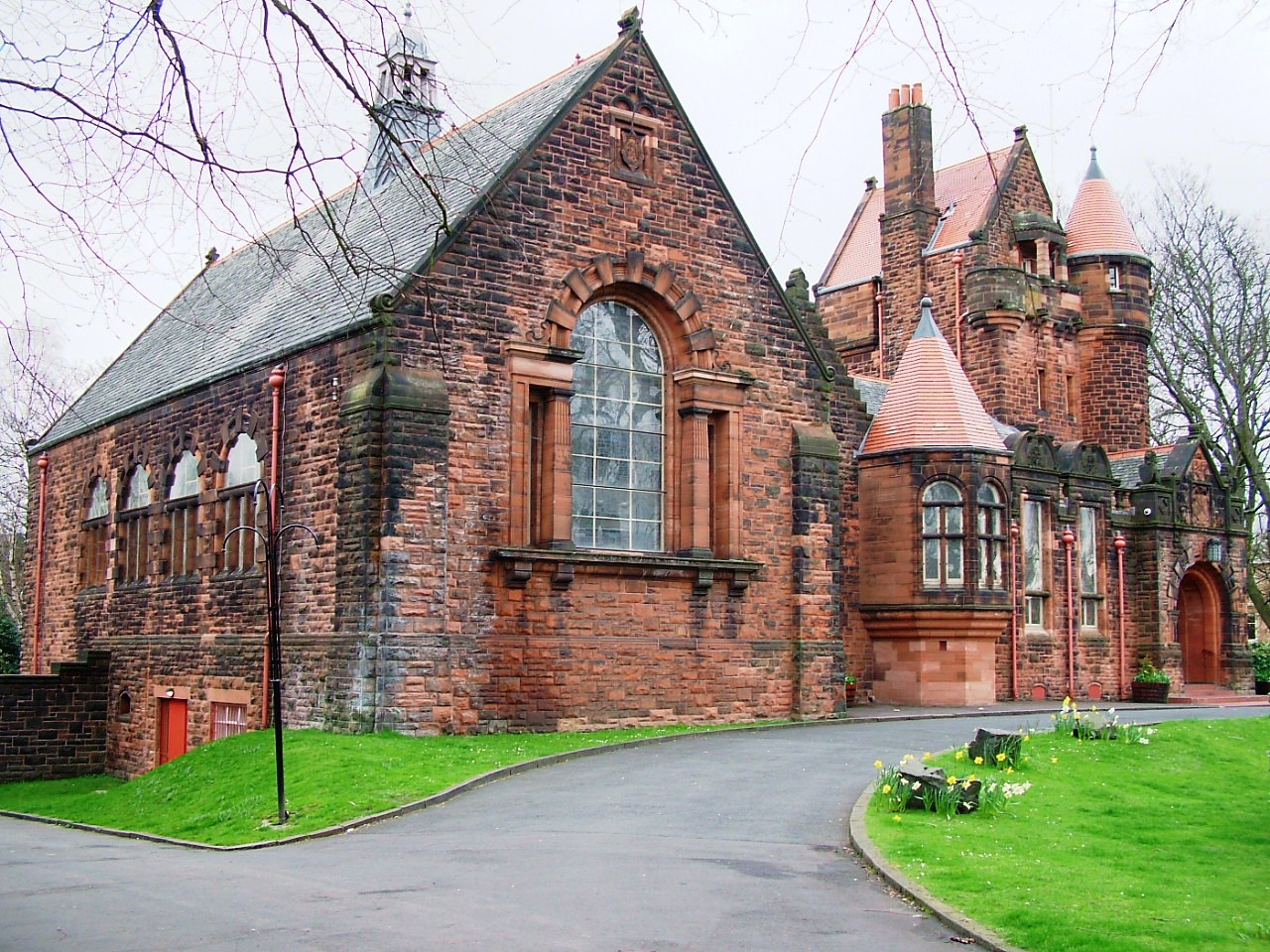
Pollokshields Burgh Hall

Die Pollokshields Burgh Hall ist eine Gemeindehalle im Stadtteil Pollokshields der schottischen Stadt Glasgow. 1970 wurde das Bauwerk in die schottischen Denkmallisten zunächst in der Kategorie B aufgenommen. Die Hochstufung in die höchste Denkmalkategorie A erfolgte 1993.

## Geschichte
Im Jahre 1887 schenkte John Stirling-Maxwell die Ländereien des heutigen Maxwell Parks dem zu dieser Zeit eigenständigen Burgh Pollokshields. Zweck war die Einrichtung einer Gemeindehalle und eines Gemeindegrüns. Den 1890 vorgestellten Entwurf lieferte der britische Architekt Henry Edward Clifford. Der Bau wurde noch im selben Jahr begonnen und 1893 abgeschlossen. Als städtischer Ingenieur zeichnet Thomas Peter Miller Somers für die Überarbeitung im Jahre 1935 verantwortlich. 1996 modernisierte eine gemeinnützige Vereinigung das Gebäude. Es kann als Veranstaltungsstätte angemietet werden.

## Beschreibung
Das Gebäude steht am Ostrand des Maxwell Parks im südlichen Glasgower Stadtteil Pollokshields. Es ist detailreich im Stile schottischen Neorenaissance ausgestaltet. Das Mauerwerk aus rotem Sandstein ist bossiert. Rechts erhebt sich ein Tower House. Davor befindet sich ein Torhaus mit reich ornamentiertem Giebel. Der zentrale Erker zeigt Parallelen zum Earl’s Palace in der Stadt Kirkwall auf den Orkneyinseln.